# 8e cérémonie des Oklahoma Film Critics Circle Awards
La 8e cérémonie des Oklahoma Film Critics Circle Awards (OFCC Awards), décernés par l'Oklahoma Film Critics Circle, a eu lieu le janvier 2014, et a récompensé les films réalisés l'année précédente.

## Palmarès
- Meilleur film :
  - Her

- Meilleur réalisateur :
  - Alfonso Cuarón pour Gravity

- Meilleur acteur :
  - Chiwetel Ejiofor pour le rôle de Solomon Northup dans Twelve Years a Slave

- Meilleure actrice :
  - Cate Blanchett pour le rôle de Jasmine dans Blue Jasmine

- Meilleur acteur dans un second rôle :
  - Jared Leto pour le rôle de Rayon dans Dallas Buyers Club

- Meilleure actrice dans un second rôle :
  - Jennifer Lawrence pour le rôle de Rosalyn Rosenfeld dans American Bluff (American Hustle)

- Meilleur premier film :
  - Ryan Coogler – Fruitvale Station

- Meilleur scénario original :
  - Her -  Spike Jonze

- Meilleur scénario adapté :
  - Twelve Years a Slave – John Ridley

- Meilleur film en langue étrangère :
  - La Chasse (Jagten) •  Danemark

- Meilleur film d'animation :
  - La Reine des neiges (Frozen)

- Meilleur film documentaire :
  - The Act of Killing (Jagal)

- Plaisir coupable :

- Body of Work :

- Pire film (Obviously Worst Film) :
  - Copains pour toujours 2 (Grown Ups )

- Pire film pas si évident (Not-So-Obviously Worst Film) :
  - Un été à Osage County (August: Osage County)